# Львов, Александр Николаевич
Александр Николаевич Львов (1786—10 (22) апреля 1849) — подполковник Конноегерского полка, участник войны 1812 года, меценат, ценитель живописи и покровитель художников.

## Жизнь
Второй сын поэта и архитектора Николая Александровича Львова и его жены Марии Алексеевны, урожд. Дьяковой. В 14-летнем возрасте был отправлен отцом на воспитание к пастору в Курляндию. Сохранились письма к А. Б. Куракину, в которых отец и дядя ходатайствуют о причислении юноши к московскому архиву иностранных дел.
После смерти родителей жил в петербургском доме своей тётки Дарьи Алексеевны и её мужа, Гаврилы Романовича Державина. Поскольку молодой Львов страдал сильной близорукостью, Державин хотел женить его на своей слабовидящей воспитаннице, Варваре Петровне Лазаревой. В итоге она была выдана замуж за его дядюшку П. П. Львова.
Старик Державин был высокого мнения о племяннике и много пёкся о его судьбе. Не имея собственных детей, супруги Державины хотели завещать после смерти своё имение Александру, однако тот заявил, что «недостоин такой чести и что не будет знать, куда деваться от стыда».
Служил сначала в министерстве юстиции. В составе русской армии Львов принимал участие в сражениях под Малоярославцем, под Вязьмой, под Красным, под Борисовым, а также в «Битве народов». По окончании боевых действий перевёлся на гражданскую службу в Москве по ведомству богоугодных заведений. Желая облегчить участь своих крестьян, устроил в своих имениях «общественные заёмные банки». Занимался распространением в народе популярных брошюр.
Львов пополнял живописное собрание своего отца работами С. Ф. Щедрина, А. П. Боголюбова, А. О. Орловского и других мастеров кисти, с которыми был весьма дружен. В 1824 году во время путешествия по Италии познакомился с молодым художником Карлом Брюлловым, который тогда же написал его портрет. Художник вспоминал, что за час общения с подслеповатым Львовым сам стал горбиться и щуриться. Он писал на родину: «полковник Львов заказал мне две картины: сюжет первой представляет поход Германии к пастухам, второй — беседу Нумы Помпилия с нимфой Эгерией».

Об искусстве Александр Николаевич судил тонко, в мастерских художников был желанным гостем, советы его выслушивали внимательно, заказы охотно принимали, платил он хорошо.— .
Львов принимал активное участие в борьбе с холерной эпидемией 1831 года, за что был пожалован в камергеры. В последние годы жизни служил в канцелярии московского военного генерал-губернатора с чином тайного советника. Умер в апреле 1849 года от водянки, похоронен на кладбище Новодевичьего монастыря.

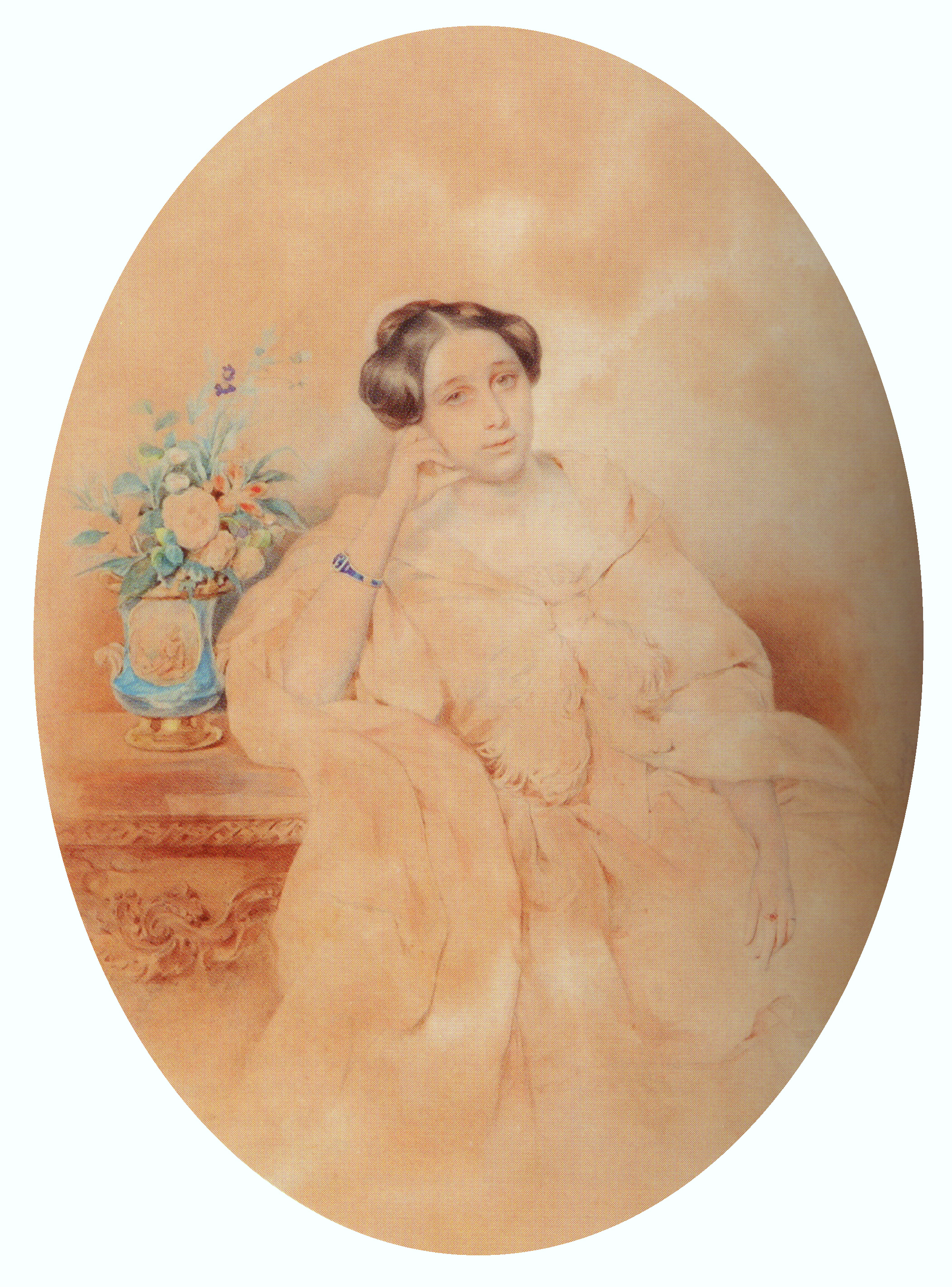
Мария Голицына, дочь

## Семья
Жена (с 29 апреля 1825 года) — Наталья Николаевна Мордвинова (1794—1882), дочь адмирала графа Н. С. Мордвинова. Проживала с мужем в Москве или в имении Бобылёвка Саратовской губернии. Дети:
- Мария (1826—1901), с 1848 года жена князя Александра Фёдоровича Голицына-Прозоровского (1810—1898).
- Наталья (1832—1859), жена флигель-адъютанта Александра Семёновича Корсакова (1831—1862).
- Николай (1834—1887), завещал около 40 картин русских и западных художников Румянцевскому музею[9]; от брака с Марией Михайловной Челищевой (1843—1921) дети — Николай, Владимир, Варвара (в замужестве графиня Бобринская) и Анна (1880—01.05.1911) замужем за князем Г. Г. Гагариным (1876—1905; убит в Цусиме), умерла от кровоизлияния мозга в Каннах.